# Großsteingräber bei Meckelstedt
Die Großsteingräber bei Meckelstedt waren mehrere megalithische Grabanlagen unbekannter Zahl der jungsteinzeitlichen Trichterbecherkultur in dem zur Stadt Geestland gehörenden Ortsteil Meckelstedt im Landkreis Cuxhaven, Niedersachsen. Heute existiert nur noch ein Grab; es trägt die Sprockhoff-Nummer 616. Weitere Gräber wurden im 19. Jahrhundert zerstört; nur für eine dieser Anlagen liegt eine nähere Beschreibung vor.

## Lage
Das erhaltene Grab 1 befindet sich im Osten von Meckelstedt an der Stelle, wo die Meckelstedter Straße und die Steinbergshörner Straße aufeinandertreffen. 1,3 km nordöstlich liegt die bronzezeitliche Steinkiste von Meckelstedt, 2,6 km südöstlich das Großsteingrab Großenhain. Die genauen Standorte der zerstörten Gräber sind nicht überliefert.

## Beschreibung

### Das erhaltene Grab 1
Das Grab ist sehr stark zerstört. Eine Hügelschüttung ist nicht festzustellen. Die Grabkammer ist west-östlich orientiert und hat eine Breite von 1,8 m. Bei der Aufnahme durch Johann Karl Wächter um 1840 waren noch acht Wand- und zwei Decksteine vorhanden. Ernst Sprockhoff stellte 1927 nur noch zwei Wandsteine der südlichen Langseite, einen der nördlichen Langseite und einen auf ihnen ruhenden Deckstein fest. In diesem Zustand befindet sich das Grab auch noch heute. Der Deckstein hat eine Länge von 3 m, eine Breite von 2 m und eine Dicke von 1,5 m. Seine Oberfläche ist mit zahlreichen Schälchen übersät; nach Müller-Brauel sind es insgesamt 41.

### Das zerstörte Grab 2
Das Grab besaß sechs Wand- und zwei Decksteine. Es hatte eine Länge von 3 m und eine Breite von 2,1 m. An der Südseite (ob Lang- oder Schmalseite, ist nicht überliefert) soll es einen treppenartigen Eingang besessen haben. Diese Treppenkonstruktion ist für die Großsteingräber der Trichterbecherkultur sehr selten. Lediglich vier weitere Anlagen weisen einen solchen Zugang auf: Das Großsteingrab Deinste 1, das Großsteingrab Krelingen, das Großsteingrab Sieben Steinhäuser C (alle in Niedersachsen) und das Großsteingrab Eext (D13) in den Niederlanden.